# Anomaloglossus leopardus
Anomaloglossus leopardus (ouboter & Jairam, 2012) es una especie de anfibio anuro de la familia Aromobatidae. Al ser una especie relativamente reciente se diferencia cualquier otra especie descrita en el grupo A. stepheni, con base en datos moleculares, acústicos y morfológicos.

## Distribución geográfica
Esta especie es endémica de Surinam. Habita a una altitud de 480 m s. n. m. en la ladera sureste del monte Apalagad.

## Publicación original
- Ouboter & Jairam, 2012 : Amphibians of Suriname. Fauna of Suriname, Brill Academic Publishers, p. 1-376.[5]